# Lac de Chéticamp

Le lac de Chéticamp est un lac situé dans les hautes terres du Cap-Breton, en Nouvelle-Écosse. Il est formé par un barrage sur la rivière de la Prairie. Il est situé à 470 mètres d'altitude et mesure près de 4 kilomètres de long.